# Carry Persson
Carry Persson, född 15 oktober 1953, är en svensk operasångare (baryton). 
Persson har en musikdirektörsexamen från Musikhögskolan i Malmö, med examen i bland annat violin, dirigering och sång. Därefter följde operautbildning vid Operahögskolan i Stockholm, där han två gånger mottog Christina Nilsson-stipendiet och Musikaliska Akademiens stora konstnärsstipendium.
Han debuterade på Kungliga Teatern i Stockholm som greven i Figaros bröllop. Persson inbjöds därefter till Salzburg i Österrike och även till Tyskland och Schweiz, med gästengagemang i bland annat USA, Italien, Brasilien, Belgien, Spanien och Ryssland.
Persson har sjungit över 60 operaroller och till sin repertoar räknar han alla de stora huvudrollerna med tyngdpunkt i den italienska repertoaren. Till höjdpunkterna i hans karriär får räknas partier som Rigoletto, Macbeth, Germont i (La traviata), Posa i (Don Carlos) och Carlo i (Ernani), men även Mozartroller som Figaro i Figaros bröllop och Leporello i Don Giovanni, samt Escamillo i Carmen, Scarpia  i Tosca och Enrico i Lucia di Lammermoor. Dessutom är han väl förtrogen med den moderna opera- och konsertrepertoaren.
Förutom sina engagemang i Österrike, Schweiz, Tyskland och Frankrike har han gästspelat i bland annat Spanien (Ernani) och på Bolsjojteatern i Minsk, där han gestaltat titelrollen i Rigoletto och baron Scarpia i Puccinis opera Tosca.
Efter en ”Kungakonsert” 2007 på Ovesholms slott i Skåne tillsammans med tenoren José Carreras, inviterades Carry Persson att medverka i Carreras Europaturné 2008 och i Carreras direktsända tv-gala från Leipzig.
Persson har nyligen producerat en dvd och en cd Heroic songs, en Sony Bmg Classic-produktion med specialarrangerade sånger av Londonkompositören John Cameron, en egen komposition för orkester, baryton och trombonsolo, arior av Richard Wagner och Puccini, men även "Anthem" från Chess och en duett med Carreras.
För närvarande är han och hans familj bosatta i staden Solothurn i Schweiz.